# Breitensportturnier (Tanzen)
Breitensportturniere sind nach den Richtlinien des Berufsverbandes Deutscher Tanzlehrer (BDT) ausgerichtete Tanzturniere. Sie richten sich primär an Tänzer in Tanzschulen.
Daneben gibt es noch die Breitensportwettbewerbe des Deutschen Tanzsportverbandes (DTV), die eine ähnliche Zielsetzung haben.
Beide Arten haben gemein, dass sie, anders als bei den regulären Turnieren des DTV, auf feste Startklassen verzichten. Vielmehr tanzt das Paar bei einem Breitensportturnier des BDT zu Beginn in einer sogenannten Sichtungsrunde, in der entschieden wird, in welcher Leistungsgruppe es auf diesem Turnier teilnimmt.

## Ablauf eines Breitensportturniers nach BDT
In den Sichtungsrunden tanzt jedes Paar jeden Tanz und wird dabei von den Wertungsrichtern bewertet. Anhand der Wertungen werden die Paare dann in verschiedene sogenannte Reihen aufgeteilt. Die jeweils Besten erreichen die M-Reihe (Meisterreihe) gefolgt von A, B etc. Bei geringer Beteiligung tanzen alle Teilnehmer in der M-Reihe.
In jeder Reihe wird dann ein separater Wettbewerb durchgeführt. Wenn in einer Reihe mehr als sieben Paare tanzen, was in der Regel der Fall ist, wird eine Zwischenrunde durchgeführt, in der nur die besten Paare der jeweiligen Reihe die Finalrunde erreichen. Bei weniger Teilnehmern nehmen alle Paare der betreffenden Reihe an der Finalrunde teil, in der die Wertungsrichter ihre Platzierungsempfehlungen abgeben.
Der Reiz dieses Systems bestehen darin, dass jedes Tanzpaar mindestens zweimal tanzen darf (Sichtungsrunde und die erste Runde in der ihm zugewiesenen Reihe).

## Tänze
Für gewöhnlich werden lateinamerikanische Tänze, Standardtänze und Discofox getanzt und jeweils getrennt bewertet.
Bei den lateinamerikanischen und den Standardtänzen werden normalerweise bei den Kindern und Jugendlichen jeweils zwei Tänze und bei den Erwachsenen/Senioren jeweils drei Tänze getanzt, wobei in der Finalrunde der M-Reihe außer bei den Kindern noch ein Tanz hinzu kommt.
Im Lateinbereich sind dies Cha-Cha-Cha, Rumba, Samba und Jive. Im Standardbereich sind es  Langsamer Walzer, Tango, Quickstep oder Foxtrott und Wiener Walzer. Rumba und Tango wird bei den Kindern nicht und bei den Jugendlichen nur in der Finalrunde der M-Reihe getanzt. Samba sowie Wiener Walzer wird sowohl bei den Kindern als auch bei den Jugendlichen gar nicht getanzt, bei den Erwachsenen/Senioren erst in der Finalrunde der M-Reihe.